# 층적운

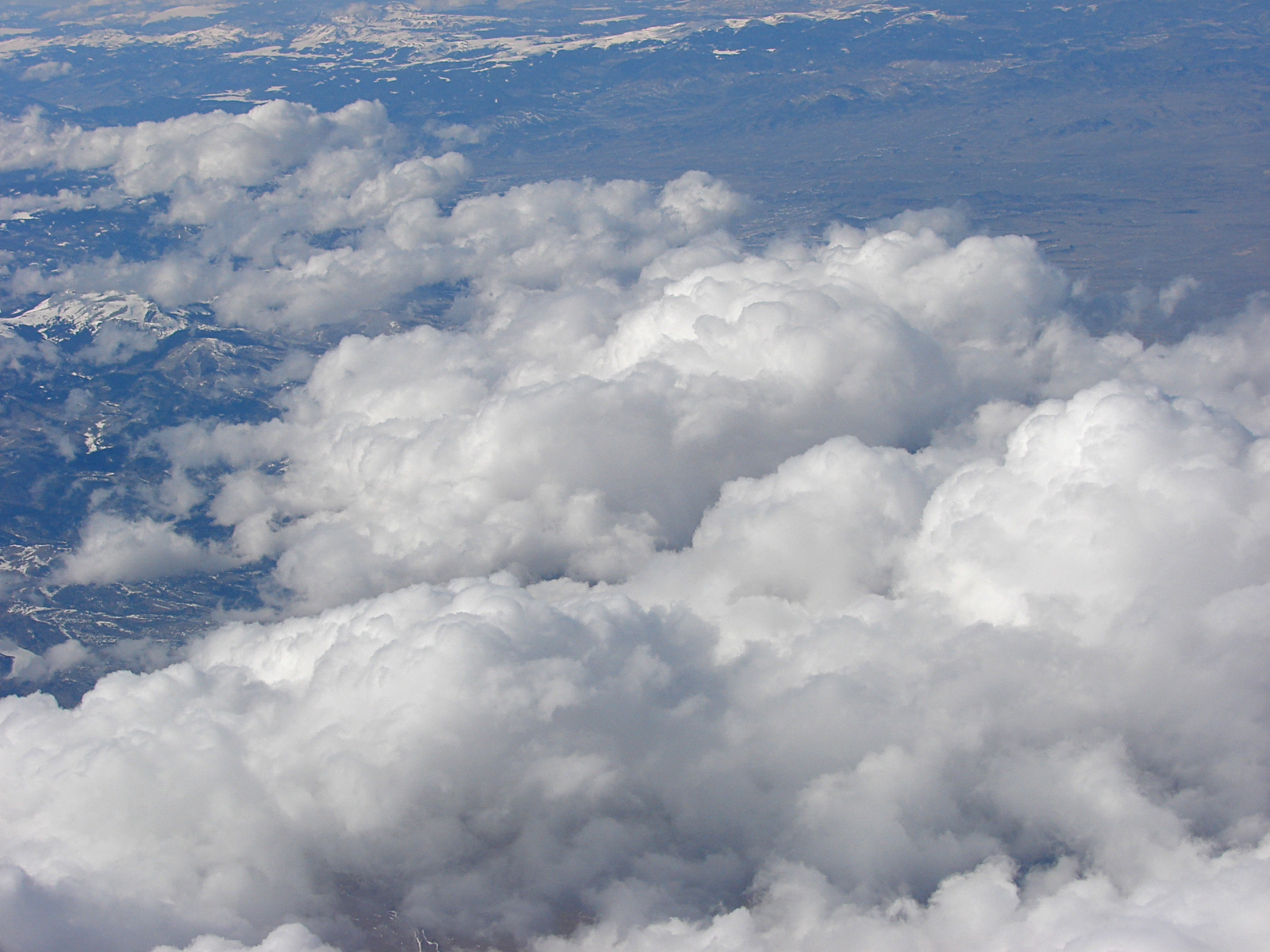
상공에서 본 층적운

층적운(層積雲)은 하층운으로 층운과 적운에서 파생되었으며, 두루마리구름이나 층쌘구름, 층계구름이라고도 한다.
구름의 밑면은 고도가 약 500m, 구름의 꼭대기는 약 2km에 이른다. 구름 입자는 물방울로 되어 있고, 구름 덩어리는 둥그스름할 때도 있고 편평할 때도 있다. 회색의 큰 덩어리가 돌려 있는 구름으로 둘둘 말린 모양으로 될 때도 있다. 층적운은 층운이 위로 올라가 생기거나, 적운이나 적란운이 안정한 기층이나 상층의 강한 바람 때문에 연직 방향으로 성장하지 못하고 수평 방향으로 퍼져 나가 생긴다.